# Truppe ausiliarie italiane in Francia
Le Truppe ausiliarie italiane in Francia, abbreviato in TAIF (in francese: Troupes Auxiliaires Italiennes en France), erano un contingente di 60 000 militari del Regno d'Italia inviato nel 1918 in Francia per sostenerne lo sforzo bellico durante la prima guerra mondiale.
Furono complessivamente circa 120 000 i militari italiani che contribuirono sul terreno francese alla vittoria degli Alleati.
La prima grande unità fu la Legione Garibaldina (a partire dal 1914 fino al 1915) reparto di volontari italiani della Legione straniera inquadrata nell'esercito francese, cui seguirono queste Truppe ausiliarie italiane (da febbraio 1918) e infine il II Corpo d'armata italiano in Francia (da aprile 1918 alla fine della guerra).

## Storia

### Antefatto
La richiesta da parte francese di personale militare supplementare era stata inoltrata all'Italia già nel 1915, appena questa era entrata in guerra contro la Germania, dichiarandosi nel 1916 disposta a fornire in cambio equipaggiamenti militari. Tuttavia nei primi due anni di guerra le truppe italiane erano impegnate in massa sul fronte dell'Isonzo.
Solo nel 1917 venne avanzata una richiesta ufficiale al Governo italiano ed al Capo di stato maggiore del Regio Esercito. Dopo la battaglia di Caporetto, nel dicembre 1917 fu però la Francia a inviare in Italia sei divisioni per permettere al Regio Esercito di riorganizzarsi sulla linea del Piave e queste truppe dovevano essere in qualche modo rimpiazzate.
Tra agosto e dicembre 1917 gli italiani inviarono 1.000 genieri, un paio di migliaia di lavoratori militarizzati ed altre piccole unità specializzate non combattenti.

### Costituzione
Il 13 gennaio 1918 venne infine raggiunto un accordo verbale, ratificato il 19 gennaio a Roma, per l'invio in Francia di un contingente di 60.000 soldati italiani da impiegare come truppe ausiliarie nella realizzazione e manutenzione di apprestamenti difensivi. L'accordo prevedeva che queste Truppe ausiliare italiane fossero per due terzi prelevate tra militari non idonei alle fatiche di guerra, per un terzo provvisoriamente da idonei delle classi anziane con particolari specializzazioni e professionalità, tipicamente artiglieri e genieri veterani del fronte; entro tre mesi poi anche questo terzo sarebbe stato sostituito da non idonei.

### Organizzazione
L'intera forza di 60.000 uomini sarebbe stata organizzata in 200 compagnie su tre centurie ciascuna, al comando di un capitano o un tenente, riunite in 20 nuclei da 10 compagnie l'uno, comandati da un ufficiale superiore; cinque nuclei avrebbero formato un raggruppamento, con a capo un colonnello d'artiglieria o del genio, con funzioni amministrative e non di comando. Le truppe avrebbero lavorato sempre come unità organiche italiane, al comando di ufficiali nazionali, ma sotto la direzione di organi tecnici francesi. Tutto il corpo di spedizione era sotto il comando di un "Ispettorato generale delle Truppe Ausiliarie In Francia", retto da un generale.
L'accordo definiva anche il trattamento dei militari: l'equipaggiamento individuale e la paga giornaliera erano a carica dell'Italia, mentre i francesi dovevano completare le dotazioni personali in modo da renderle uguali alle proprie e si facevano carico dei trasporti, degli alloggi e del rancio, garantendo lo stesso trattamento delle truppe nazionali. Ognuno dei quattro raggruppamenti ebbe la sua mostrina con i propri colori e le stellette militari.
Dal punto di vista politico la missione era giustificata dal "principio di reciprocità", per ricambiare materialmente ed idealmente l'impegno alleato in Italia e riscattare il ricordo della sconfitta di Caporetto. Allo stesso tempo consentiva di reimpiegare le truppe delle unità sciolte dopo la ritirata sul Piave, senza intaccare le unità operative.

### Impiego
- 1.950.000 m3 di trincee e camminamenti
- 56.000 m3 di ricoveri
- 3.250.000 m2 di reticolati
- 5.790.000 m2 di terreni e campi d'aviazione
- 549.000 m2 di baraccamenti
- 80.840 m2 di infrastrutture ferroviarie
- 101.240 m di binari
- 5.980 m di nuove strade
- 400.000 m di strade sistemate
- 50.000 m di linee telegrafiche e telefoniche

Le TAIF partirono dall'Italia scaglionate tra il 21 gennaio ed il 1 marzo 1918. Si trattava di personale molto giovane: un quinto aveva 19 anni ed il 70% di loro era di età compresa tra 19 e 29 anni. Si trattava per la maggior parte di agricoltori.
Sul fronte occidentale, in zona di guerra le unità vennero impiegate nei lavori di fortificazione, spesso nelle immediate vicinanze della prima linea di combattimento.
Le attività nelle quali furono impegnate le TAIF comprendevano lo scavo di trincee, la costruzione di rifugi ed ospedali, l'approntamento di postazioni di artiglieria, la movimentazione di materiali, la stesura di linee telegrafiche, l'apertura di nuove strade ed il riattamento di quelle danneggiate, la posa di binari, la realizzazione di campi d'aviazione. Da un rapporto del 7 luglio 1918 le TAIF risultavano operative in Normandia (Eu), in Piccardia (Chantilly, Nanteuil-le-Haudouin, Briot, Acy-en-Multien, Béthisy-Saint-Martin, Roberval e Erquery), nella regione di Parigi (Marolles-en-Brie), nell'Ardenne (Châlons-sur-Marne, Condé-sur-Marne, Montmirail, Vertus, Sompuis, Juvigny e Les Grandes-Loges), in Lorena (Neufchâteau, Lavoye, Glonville e Dombasle) e Belfort. Ovviamente le truppe italiane erano soggette a continui spostamenti secondo l'andamento della guerra. Durante l'Offensiva di primavera, l'avanzata delle truppe tedesche costrinse le autorità francesi a trasferire le TAIF dalla Senna Marittima alla Mosa e da Nancy a Belfort ed alla regione parigina.
Le condizioni di vita non erano meno difficili di quelle al fronte. Gli alloggi erano precari, le licenze rarissime e la protezione dal freddo e dall'umidità erano inadeguate. Tuttavia, una decisiva influenza sull'umore delle truppe era esercitata dalla posizione di ciascuna unità. I progressi del nemico avevano un effetto sulla resistenza delle unità vicine al fronte. Al contrario, le unità più arretrate, come quelle di stanza a Nancy e Belfort, erano meno influenzate dagli eventi bellici.

#### Complementi al II Corpo d'armata
A fine aprile del 1918 divenne operativo il II Corpo d'armata italiano in Francia. Il primo impiego operativo di questa grande unità combattente fu la battaglia di Bligny nell'ambito seconda battaglia della Marna. Il Corpo d'armata si comportò magnificamente ma a costo di 10.915 perdite tra morti e feriti. Per colmare questo vuoto in organico, dall'Italia giunsero solo 400 ufficiali e 4.000 uomini, mentre altri 4.000 complementi necessari furono prelevati dopo visita medica di revisione tra i militari, precedentemente dichiarati non idonei, delle TAIF.
Il Ministero della Guerra italiano dispose fin da maggio che i fanti delle classi più giovani delle TAIF venissero sottoposti a visita medica di revisione, al fine di inviare gli abili al 64º Reggimento di marcia del II Corpo; successivamente la revisione e l'invio a questa unità di complementi venne estesa fino alla classe 1879, mentre gli abili delle classi 1876, 1877 e 1878 vennero avviati al CCVIII Battaglione della milizia territoriale dello stesso Corpo. A partire da giugno 1918 quindi gli elementi validi delle TAIF furono avviati al combattimento. A luglio, dopo la battaglia dell'Ardre, ben 2.000 militari furono trasferiti al fronte, seguiti da altri ad agosto dopo la battaglia di Bligny, per un totale a fine di agosto di 4.775 fanti, 500 artiglieri, 82 artieri. Per la maggior parte erano quarantenni veterani del Carso e degli Altipiani, che dopo un breve periodo di istruzione al campo di Arcis-sur-Aube seppero farsi onore sull'Aisne ed a Sissonne, avanzando fino alla Mosa.

### Rimpatrio
Il contributo fornito dalle truppe ausiliarie italiane fu importante per frenare l'avanzata nemica e fornì agli Alleati una forza di riserva in un momento critico della guerra. Furono in grado di frenare l'avanzata nemica ed a procurare agli Alleati il vantaggio di tempo richiesto. Le ultime truppe ausiliarie italiane lasciarono la Francia nei mesi di gennaio e febbraio del 1919.

## Ordine di battaglia: marzo 1918
- Truppe Ausiliarie Italiane in Francia (60.000 soldati con al comando l'Ispettore Generale Giuseppe Tarditi)
  - Ispettorato Generale (di stanza a Nangis)
  -  I Raggruppamento (da 15.000 soldati con al comando un Colonnello d'Artiglieria o del Genio, di stanza a Châlons-sur-Marne; Reparti assegnati alla 4e, 5e, 6e armée del Gruppo Armate del Nord), composto da
    - 5 Nuclei (da 3.000 soldati l'uno con al comando un Tenente Colonnello o un Maggiore), ognuno composto da
      - 10 Compagnie (da 300 soldati l'una con al comando un Capitano o un Tenente), ognuna composta da
        - 3 Centurie (da 100 soldati l'una con al comando un Tenente o un Sottotenente)

  -  II Raggruppamento (da 15.000 soldati, di stanza a Ligny-en-Barrois; Unità assegnate alla 1e e 2e armée del Gruppo Armate dell'Est), composto da
    - 5 Nuclei (da 3.000 soldati l'uno), ognuno composto da
      - 10 Compagnie (da 300 soldati l'una), ognuna composta da
        - 3 Centurie (da 100 soldati l'una)

  -  III Raggruppamento (da 15.000 soldati, di stanza a Épinal; Nuclei assegnati alla 7e ed 8e armée), composto da
    - 5 Nuclei (da 3.000 soldati l'uno), ognuno composto da
      - 10 Compagnie (da 300 soldati l'una), ognuna composta da
        - 3 Centurie (da 100 soldati l'una)

  -  IV Raggruppamento (da 15.000 soldati, di stanza a Villers-Carbonnel; Unità assegnate alla British Expeditionary Force), composto da
    - 5 Nuclei (da 3.000 soldati l'uno), ognuno composto da
      - 10 Compagnie (da 300 soldati l'una), ognuna composta da
        - 3 Centurie (da 100 soldati l'una)